# 本田義英
本田 義英（ほんだ ぎえい、1888年8月10日 - 1953年7月29日）は、日蓮宗の僧、仏教学者。
京都出身。旧姓は桐山。幼名は伝次郎。1914年京都帝国大学文科大学印度哲学科卒。1929年京都帝大文学部講師、1934年「印度学方法論より観たる法華経」で文学博士、同年助教授、1935年教授。1948年定年退官、名誉教授、立正大学教授、稲沢女子短期大学（愛知文教女子短期大学）教授、印度文化研究所所長。京都の慈雲院、宝塔寺の住職をつとめた。

## 著訳著
- 『仏典の内相と外相』弘文堂書店 1934
- 『法華経に関する諸問題』日蓮宗宗務院 1936
- 『法華経論 印度学方法論より観たる一試論』弘文堂 1944
- 『法華経新訳要集』訳著 平楽寺書店 1951

## 論文
- Cinii